# اندیس طلای خانجار
طلای خانجار یک اندیس فلزی است که در  استان سمنان قرار دارد و مادهٔ معدنی موجود در آن، طلا است.  